# Ventridens theloides
Ventridens theloides är en snäckart som först beskrevs av Walker och Henry Augustus Pilsbry 1902.  Ventridens theloides ingår i släktet Ventridens och familjen Zonitidae. Inga underarter finns listade i Catalogue of Life.